# Orgyia varia
Orgyia varia är en fjärilsart som beskrevs av Walker 1862. Orgyia varia ingår i släktet fjädertofsspinnare, och familjen tofsspinnare. Inga underarter finns listade i Catalogue of Life.